# Пенчин (Гомельская область)
Пенчин (бел. Пянчын) — агрогородок в Гусевицком сельсовете Буда-Кошелёвского района Гомельской области Белоруссии.

## География

### Расположение
В 9 км на юг от Буда-Кошелёво, 4 км от железнодорожной станции Радеево (на линии Жлобин — Гомель), 40 км от Гомеля.

### Гидрография
На востоке и севере река Уза (приток реки Сож).

## Транспортная сеть
Транспортные связи по автомобильной дороге Буда-Кошелёво — Уваровичи. Планировка состоит из 4х улиц, две из которых, прямолинейные, ориентированные с юго-востока на северо-запад вдоль реки и застроенных двусторонне домами усадебного типа. 

## История
По письменным источникам известна с начала XIX века как деревня в Руденецкой волости Гомельского уезда Могилёвской губернии. По ревизским материалам 1859 года во владении П. П. Солтана. После отмены крепостного права в 1861 году в деревне произошли волнения в связи с притеснениями со стороны помещика. Выступления крестьян подавлялись военной силой. Хозяин одноименного фольварка имел в 1862 году 1691 десятин земли. По переписи 1897 года находились: школа грамоты (открыта в 1894 году), хлебозапасный магазин, 3 ветряные мельницы, кузница, трактир; рядом фольварк.
В 1926 году действовали почтовое отделение и начальная школа. С 8 декабря 1926 года до 16 июля 1954 года центр Пенчинского сельсовета Уваровичского, с 17 апреля 1962 года Буда-Кошелевского районов Гомельского (до 26 июля 1930 года) округа, с 20 февраля 1938 года Гомельской области В 1930 году организован колхоз «Двигатель», работали кирпичный завод (с 1931 года), кузница, маслозавод, 3 ветряные мельницы. Во время Великой Отечественной войны На фронтах и в партизанской борьбе погибли 109 жителей деревни. В память о погибших в 1962 году около школы установлены скульптура солдата и стена с именами павших.
В 1959 году центр экспериментальной базы «Пенчин» Гомельской областной сельскохозяйственной исследовательской станции. В 2024 году работают механическая мастерская, средняя школа, Дом культуры, библиотека, фельдшерско-акушерский пункт, детский сад-ясли, отделение связи, два магазина. 

## Население

### Численность
- 2018 год — 531 житель.

### Динамика
- 1848 год — 55 дворов.
- 1883 год — 110 дворов, 459 жителей.
- 1897 год — 133 двора, 1000 жителей; в фольварке 4 двора, 16 жителей (согласно переписи).
- 1959 год — 548 жителей (согласно переписи).
- 2004 год — 222 хозяйства, 619 жителей.

## Культура
- Музейная комната ГУО «Пенчинская средняя школа»

## Достопримечательность
- Аллея деревьев ко Дню народного единства (2021).